# Національна програма інформатизації України
Націона́льна програ́ма інформатиза́ції (НПІ) — сукупність взаємопов'язаних завдань (проєктів) інформатизації, спрямованих на втілення державної політики та пріоритетних напрямів створення сучасної інформаційної інфраструктури України за рахунок зосередження та раціонального використання фінансових, матеріально-технічних та інших засобів, виробничого і науково-технічного потенціалу держави, а також узгодження діяльності органів державної і місцевої влади, підприємств, установ усіх форм власності і громадян у галузі інформатизації.

## Законодавчі засади
Закон України «Про Національну програму інформатизації» прийнятий 4 лютого 1998 року N 74/98-ВР. Остання редакція від 01.01.2022.
Складається з шести розділів:
1.Загальні положення.
2. Формування і виконання національної програми інформатизації
3.Фінансове забезпечення та економічне стимулювання виконання національної програми інформатизації
4. Державний контроль за формуванням та виконанням національної програми інформатизації
5. Міжнародне співробітництво при виконанні національної програми інформатизації
6. Прикінцеві положення.
За час існування Закону сім раз приймалися закони про внесення змін в цей закон: № 2684-III від 13.09.2001, ВВР, 2002, № 1, ст.3; № 2289-VI від 01.06.2010, ВВР, 2010, № 33, ст.471; № 5463-VI від 16.10.2012, ВВР, 2014, № 4, ст.61; № 922-VIII від 25.12.2015, ВВР, 2016, № 9, ст.89; № 124-IX від 20.09.2019, ВВР, 2019, № 46, ст.295; № 554-IX від 13.04.2020, ВВР, 2020, № 37, ст.277 - вводиться в дію з 1 січня 2021 року; № 1089-IX від 16.12.2020. Найбільшими були перші зміни від 13.09.2001, які змінили чи доповнили 8 статей Закону. Ці зміни регламентували: які програми та проєкти виконуються як складові частини Національної програми інформатизації, хто може бути державними замовниками окремих її завдань, конкретизували повноваження керівника НПІ, процеси формування програми та проведення її експертизи, порядок формування та виконання окремих завдань програми, особливості закупівлі програмних, технічних та інших засобів для виконання програми, сутність та учасників контролю за виконанням НПІ.
Другі зміни від 01.06.2010 були викликані зміною назви закону, який визначав порядок здійснення державних закупівель. В результаті третіх змін від 16.10.2012 замінено орган, який визначав Генерального державного замовника НПІ, та виключено статтю 12 щодо залучення колегіального дорадчого органу при Генеральному державному замовнику (Науково-технічної ради) до розгляду питань формування та виконання НПІ, програм і завдань (робіт) з інформатизації. Четверті зміни від 25.12.2015 виключили вимоги щодо відбору виконавців державними замовниками відповідно до порядку, визначеному Законом України “Про здійснення державних закупівель”, оскільки правила закупівель почали визначатися в іншому законі.[джерело?]
П’яті зміни від 20.09.2019 викликані прийняттям Закону України «Про стандартизацію» виключили слова «стандартами», «технічним умовам» та «державним стандартам». Починаючи з 01.01.2022 застосування національних стандартів та кодексів усталеної практики в будь-яких розробках не є обов’язковим, крім випадків, якщо обов’язковість їх застосування встановлена нормативно-правовими актами. В результаті шостих зміни від 13.04.2020 в тексті Закону виключено визначення терміну «геоінформаційні системи». Це було наслідком прийняття Закону України «Про національну інфраструктуру геопросторових даних». Внесення сьомих змін відбулося 01.01.2022, при цьому слова «телекомунікаційних систем» замінені у тексті Закону словами «електронних комунікаційних систем»; слово «телекомунікаційних» замінять словами «електронних комунікаційних».
Мінцифри розробила і відповідно до "Порядку проведення консультацій̆ з громадськістю з питань формування та реалізації державної̈ політики" в квітні 2021 року оприлюднила проєкт Закону України «Про внесення змін до Закону України «Про Національну програму інформатизації». 1 листопада 2021 р. у Верховній Раді зареєстровано виправлений після обговорення проєкт Закону про Національну програму інформатизації.

## Мета
Метою НПІ є створення умов для:
- забезпечення громадян та суспільства своєчасною, достовірною та повною інформацією шляхом широкого використання інформаційних технологій,
- забезпечення інформаційної безпеки держави.

## Завдання
Програма спрямована на вирішення основних завдань:
- формування правових, організаційних, науково-технічних, економічних, фінансових, методичних та гуманітарних передумов розвитку інформатизації;
- застосування та розвиток сучасних інформаційних технологій у відповідних сферах суспільного життя України;
- формування системи національних інформаційних ресурсів;
- створення загальнодержавної мережі інформаційного забезпечення науки, освіти, культури, охорони здоров'я тощо;
- створення загальнодержавних систем інформаційно-аналітичної підтримки діяльності органів державної влади та органів місцевого самоврядування;
- підвищення ефективності вітчизняного виробництва на основі широкого використання інформаційних технологій;
- формування та підтримка ринку інформаційних продуктів і послуг;
- інтеграція України у світовий інформаційний простір.

## Структура
Національна програма інформатизації включає:
- Концепцію Національної програми інформатизації[4];
- сукупність державних програм з інформатизації;
- галузеві програми та проєкти інформатизації;
- регіональні програми та проєкти інформатизації;
- програми та проєкти інформатизації органів місцевого самоврядування.

## Реалізовані проєкти
- Згідно із Концепцією НПІ здійснюється експлуатація та розвиток Української науково-освітньої телекомунікаційної мережі УРАН

## Керівники програми
Кабінет Міністрів України 20 жовтня 2010 р. розпорядився «Затвердити Голову Державного комітету України з питань науки, інновацій та інформатизації Семиноженка Володимира Петровича керівником Національної програми інформатизації, звільнивши від цих обов'язків Балюка Віталія Віталійовича.» 
 27 травня 2015 року КабМін видав розпорядження "Затвердити Голову Державного агентства з питань електронного урядування Риженка Олександра Володимировича керівником Національної програми інформатизації" та визнати таким, що втратило чинність розпорядження про призначення на цю посаду Семиноженка Володимира Петровича.

## Фінансування
12 жовтня 2010 р. бюджетні призначення, передбачені Міністерству транспорту та зв'язку за програмами 3109030 «Фінансова підтримка розвитку інфраструктури наукової діяльності у сфері інформатизації» у сумі 342,1 тис. гривень і 3109050 «Національна програма інформатизації» у сумі 901,3 тис. гривень, Кабінет Міністрів України передав Державному комітетові з питань науки, інновацій та інформатизації.